# Pernat
Pernat je poleg Zbičine in Gabrovic eden izmed zaselkov, ki so zrasli iz skupine pastirskih stanov nad rtom Pernat na otoku Cres; upravno spada pod mesto Cres; le-ta pa spada pod Primorsko-goransko županijo. Danes je kraj skorajda nenaseljen, odlikuje pa ga nedotaknjena kmečka arhitektura iz 19. in začetka 20. stoletja. Dostop do vasi je po cesti iz kraja Valun.

## Demografija
| Pregled števila prebivalcev po letih | Pregled števila prebivalcev po letih | Pregled števila prebivalcev po letih | Pregled števila prebivalcev po letih | Pregled števila prebivalcev po letih | Pregled števila prebivalcev po letih | Pregled števila prebivalcev po letih | Pregled števila prebivalcev po letih | Pregled števila prebivalcev po letih | Pregled števila prebivalcev po letih | Pregled števila prebivalcev po letih | Pregled števila prebivalcev po letih | Pregled števila prebivalcev po letih | Pregled števila prebivalcev po letih | Pregled števila prebivalcev po letih |
| ------------------------------------ | ------------------------------------ | ------------------------------------ | ------------------------------------ | ------------------------------------ | ------------------------------------ | ------------------------------------ | ------------------------------------ | ------------------------------------ | ------------------------------------ | ------------------------------------ | ------------------------------------ | ------------------------------------ | ------------------------------------ | ------------------------------------ |
| 1857                                 | 1869                                 | 1880                                 | 1890                                 | 1900                                 | 1910                                 | 1921                                 | 1931                                 | 1948                                 | 1953                                 | 1961                                 | 1971                                 | 1981                                 | 1991                                 | 2001                                 |
| 175                                  | 176                                  | 156                                  | 143                                  | 155                                  | 147                                  | 144                                  | 154                                  | 126                                  | 113                                  | 67                                   | 50                                   | 33                                   | 19                                   | 11                                   |